# Aeroporto de Paramillo
O Aeroporto de Paramillo (Código IATA: SCI) está situado ao norte da cidade de San Cristóbal, no estado Táchira, Venezuela.
É um aeroporto de pequena capacidade e utilização tanto militar quanto civil. Atualmente só serve voos privados, charter e militares em aeronaves pequenas e helicópteros, já que o comprimento da pista limita o tipo de aeronave que pode decolar. Planeja-se instalar num médio prazo uma linha aérea tachirense que teria seu assento no aeroporto de Paramillo e desde onde inicialmente partissem voos para Maracaibo, Mérida, Falcón, Barquisimeto e num lapso um pouco mais longo até a cidade de Caracas.
O aeroporto possui um pequeno terminal, hangares e um clube social privado, ademais dentro de suas instalações há um centro de operações militares. A pista esta completamente asfaltada e tem 40 metros de largo; a frequência radial da torre de controle é 122.60 Mhz 
No Aeródromo encontra-se uma Baliza não direcional (NDB) inativa, bem como tomadas de AVGAS e JET-A1 igualmente inativas.
Não existem voos comerciais regulares deste aeroporto